# DARK LAW 〜Meaning of Death〜
『DARK LAW 〜Meaning of Death〜』（ダークロウ－ミーニング・オブ・デス）は、1997年3月28日に日本のアスキーから発売されたスーパーファミコン用ロールプレイングゲーム。
データイーストから発売されたファミリーコンピュータ用ソフト『ダークロード』（1991年）、アスキーから発売されたスーパーファミコン用ソフト『Wizap! -ウィザップ 〜暗黒の王-』（1994年）に続く3部作の最終作である。300年前に世界を滅ぼそうとした邪心の影が甦ったため、野望を阻止してレイフォール王国に平和をもたらす事が目的となっている。
開発は酒田エス・エー・エスが行い、前作から引き続きプロデューサーは金田剛、シナリオはさわじりたくみおよび巌光生が担当した他、新たにプロデューサーとしてNINTENDO 64用ソフト『エアロゲイジ』（1997年）を手掛けた渡辺卓也が参加、音楽はセガサターン用ソフト『ネクロノミコン』（1996年）を手掛けた永野啓司およびPlayStation用ソフト『デストレーガ』（1998年）を手掛けた志知道彦が担当している。
同日に発売された『ソリッドランナー』と共に、アスキーから発売された最後のスーパーファミコン用ソフトとなった。

## ゲーム内容

### システム
物語は光の神オルファスを信仰するレイフォール国を舞台とするダークファンタジーである。前作の『Wizap! 〜暗黒の王〜』同様、シナリオの解決をメインとするRPGで、プレイヤーはレイフォール国のシャノア・タウンの市民となり、王国に起きる様々な怪事件や問題を解明していくかたわら、謎の地下ダンジョン・封印の洞窟の探索を進めていくことになる。
本作では前作のシステムを継承しつつ、より簡略化されたものになっていて、難易度は低下している。変更点としては、前作では戦闘システムはリアルタイムモードとタクティカルモードの2種類があったが、本作ではタクティカルRPGの形をとっている。前作の仕事システムも労働がなくなり、転職のみとなっている。エンディングは、前作同様にマルチエンディングを採用、シナリオの解決によっていくつかの異なるエンディングが用意されている。
ゲームの知名度は決して高くはなく、攻略本も発売されていないため、SFC時代の難易度の高いゲームとして前作『Wizap! ~暗黒の王~』とともに本作の名が挙がることがある。中古市場では、比較的高い価格設定がされる傾向にある。

### パーティ
ゲームを開始すると、物語の中で行動できるキャラクターを最大4人まで作成でき（男女2人ずつ）、その中の1人を選ぶと物語の冒頭が始まる。作成した残りのキャラクターは、町の酒場でパーティに加えることができる。パーティの定員は3人までで、まれにシナリオで登場するキャラクターがパーティに加わって、最大4人編成をとることがあるが、基本的には最初に作成したキャラクターでパーティを編成することになる。ちなみにシナリオで加わったキャラクターは装備や隊列を変更することができない。

### 冒険
このゲームでは、冒険は2つの種類がある。1つは謎の地下ダンジョン・封印の洞窟の探索である。この封印の洞窟は常時探索することができる。もう1つはシナリオイベントである。こちらはキャラクターのレベルに合わせて特定のシナリオが発生し、シナリオと関係がある町の人と会話をすると、仕事を依頼されるなどの形でシナリオを始めることができる。シナリオを始めるには Exit から町の門のところにやって来て ?? を選ぶとシナリオに移行する。シナリオを攻略している間も町に帰って来ることができるが、シナリオの性格によっては町に帰ってこれないものがある。複数のシナリオのかけもちはできない。シナリオを解決して洞窟の封印を盗んだ者を倒した場合には、 封印の洞窟の入口に施された封印が回復していく。なお、休息の状況ではシナリオ解決のヒントを見ることができる。シナリオのクリアを諦めることもできる。

### 休息と宿屋
休息はいつでもできる。HP・MPは回復しないが、経験値がたまっていると休息することでレベルアップする。ただしセーブポイントで休息するとHPのみ回復できる。しかし全快はしないので、ダメージによっては複数回休息する必要がある。一方、宿屋で休めばHP・MPは全快するが、宿屋での休息は経験値がたまっている場合でもレベルアップはしない。そこで、仮にレベルアップしたくない場合、休息の方法を使い分けることができる。
この他に寺院に寄付をすることで回復することもできる。
なお、封印の洞窟内でHPを回復させる手段としてスキル・レストアリュートがある。これはMPを用いずにパーティ全員のHPを回復できる。封印の洞窟内でしか使用できないが、セーブポイントでなくても用いることができる。しかしセーブポイントで休息する場合と同様に全快しないので、ダメージによっては複数回繰り返さなければならない。

### ステータス
レベルアップするとステータスが上昇し、収入が入る。またレベルアップのほかに、寺院に寄付をすることでステータスをアップさせることもできる。そしてステータスが上昇し、一定の値に達すると新たに転職できる職業が追加されていく。
各ステータスは一部に他のRPGと異なる部分があるので、それを以下に説明する。
力強さ
攻撃の命中率。
素早さ
戦闘時の行動力。
生命力
休息時のHPの回復力など。

### 戦闘
戦闘はタクティカルRPGの体裁をとっており、フィールド上を移動しながら敵を攻撃する。キャラクターの行動力はゲージで示され、そのゲージの分だけ移動ないし戦闘を行うことができる。また逃走（L＋R）はゲージがMAXの状態でないとできない。弓および攻撃魔法のファイヤーボールなど一部の直線的な攻撃は敵から離れた位置からも攻撃できるが、敵までの直線上にパーティメンバーがいる場合は攻撃できない。

## 設定

### 用語
アルツァート
ダルク王の怨念によってこの世界に現れた異界の邪神。
オルファス
この世界の創造主。
ソフィア・レナード
300年前のレイフォール国の王女。世界が滅びるときにその身を犠牲にしてオルファス神の怒りを解き、邪神を封印したと伝えられる。その魂はソフィア神殿聖地に眠っているとされるが、現在、ソフィア神殿は地震によって外界から遮断されて、人が赴くことができない。
ダルク王
今は亡きアムグノン国の王である。レイフォール国のレイナード王とともに賢王だったが、王国が災厄に見舞われたとき、レイフォール国に攻め入ることで自国を救おうとしたが、結局は神を呪いながら世を去った。その怨念が異界の邪神を呼び、世界を破滅へと導いたと伝えられる。
ディエノアス
300年前に実在したレイフォール国の僧侶。大戦末期、不利に立たされたレイフォール国を救う手段として、自国もデスクリーチャーを用いて戦うべきだと主張し、その方法を研究したが、危険な思想の持ち主として追放された。
デスクリーチャー
もともとはかつての災厄時に亡くなった旧アムグノン国の民とされる。彼らは大戦末期に異界の神の力で異形の怪物として蘇り、レイフォール国を襲った。しかしソフィア姫のおかげで世界の滅亡が回避されたときに、デスクリーチャーも世界から姿を消したと伝えられる。しかし近年、レイフォール国ではデスクリーチャーの目撃情報が増加している。
破壊者
呪われた大戦を嘆いた神の怒りによって生じた存在で、大戦の末期に全てを無に帰そうとした。しかしそのとき、ソフィア姫が破壊者に身を投じたおかげで、世界は元の平和を取り戻したという。
封印の洞窟
レイフォール国シャノア・タウンの近郊に存在する謎の地下ダンジョン。その地はかつての大戦争の戦場であったが、破壊者の力で地下に消え、洞窟化したと伝えられる。人々の中には、この洞窟の奥に今もかつての怪物が生き残っていると信じている者もおり、洞窟の入口には封印が施され、許可のない者は立ち入ることができない。しかし現在、その封印は何者かの手によって解かれており、人々の間には不安が広がりつつある。

### 職業とスキル
職業は町のギルドで選択でき、転職は（一部のシナリオ時を除いて）常時できる。最もオーソドックスな職業に旅人、農民、商人、狩人、漁師、職人、詩人、防人、盗賊、道化師、僧侶、牧師、学者、魔術師、役人、兵士などがある。
各職業によってレベルアップに上昇するステータスが異なる。また収入の金額も職業によって異なり、上位の職業になるほど給料は高額になる。多くの職業は基本給のみだが、商人、狩人、漁師は基本給に+αがある。その一方で盗賊には基本給がない。これらの職業は収入が一定しないかわりにレベルが上がると収入も上昇する。
またレベルアップ時にその職業特有のスキルを覚えることがある。スキルはパーティの先頭の人物が持っていないと役に立たないものがあるが（代表例：アンロック）、パーティの誰かが持っていればよいものもあり（代表例：ジャンプ）、また各人が所持していなければならないものもある（代表例：スクロール。ほか物理攻撃のスキル）。なお上位の職業の出現には、ステータスが出現の条件となる値に達することに加えて必要なスキルの有無も条件に加わる。
代表的なスキル
アンロック
ダンジョンの閉ざされた扉を開くのに便利。
ジャンプ
離れた場所を跳び越えることができる。
スクロール
魔法の探究、購入に必要なスキル。
レストアリュート
封印の洞窟内でMPを用いずにパーティ全員のHPを回復できる。ただし封印の洞窟内でしか使用できない。
トリックガード
敵の攻撃を受け流して相手に返すことができる。

### 魔法
この世界では魔法は過去の文化であり、未解明な点が多いが、魔石を最大5つ組み合わせることで新たな魔法を発見することができる。こうした魔法の探究は町の魔法ギルドで行うことができる。魔法の探究には少量のお金が必要だが、新魔法を発見した場合、発見者はその魔法を無料で覚えることができる。また新魔法は店頭に追加され、購入が可能となる。もっとも、一度発見した魔法や、最初から購入可能な魔法であっても魔法の探究はできるので、購入するよりも探究したほうが安く覚えることができる。ただし魔法の探究、購入にはスキル・スクロールが必要である。さらに魔法の組み合わせのヒントはゲーム中にはほとんどない。ちなみに、ゲームスタート時点で、未発見の魔石がある。
魔石の種類と組み合わせ
魔石には大きく分けて3つの種類、元素の魔石（土、火、水、風）、状態の魔石（液化、気化、凝固、分解）、媒体の石（刃、鎧、羽、角、骨、肉）があり、これらを組み合わせることで新魔法の探究を行う。以下はその1例。なお、これらの魔石のほかに、カオスの魔石が2つあるが、こちらは単体のみの探究で新魔法を覚えることができる。
アースヒール
骨＋分解＋土
フレアストーム
火＋風＋火＋気化＋肉

未発見の魔石
未発見の魔石には以下のものがある。
カオスの魔石：雷
入手場所：トラスの森／魔法：サンダーボルト
カオスの魔石：天
入手場所：封印の洞窟／魔法：ヘブンブリーズ
媒体の魔石：盾
入手場所：マサキ・ヘッド

## 登場人物
アントニアナ・マッケイ
女魔術師。幼い頃に学問の才能に目覚めたが、7年前、周囲の反対を押し切って、家出同然でネアレルトスに師事し、今にいたっている。
オナリナ
もとはソフィア神殿聖地の防人だった。レフィアの育て親で、レイフォール国王とは旧知の仲らしい。家が襲われたときに死亡した。
ネアレルトス・マエリオン
100年に1人といわれる若き天才魔道士。魔道のみならず、古代言語、錬金術、考古学にも精通しているが、よくない噂が絶えない。古代の邪悪な呪術の復活に力を注いでいる。ちなみにネアレルトスとは闇の獣という意味で、同時に古代の邪神官の名前でもある。
ハイバード
死神。黒衣のマントに身を包み、大きな鎌を持っている。人が死ぬとき、魂を肉体から解放し、転生するのを助ける役目を神より任されている。
メリル
怪力を持つ少女。兄を探している。
レフィア・ハイダルム
オナリナの養女。ソフィア神殿の前にお守りとともに捨てられていたが、オナリナに発見され、孫娘として育てられた。レフィアの名はオナリナがソフィア･レナード姫にちなんで名づけた。オナリナの家が襲われたとき行方不明となる。

## スタッフ
- ディレクター：巌光生
- シナリオ：さわじりたくみ、巌光生
- プロデュース：渡辺卓也、金田剛
- コ・プロデュース：池田浩一
- 販売促進：須田PIN、黛慎一
- サウンド（ターゲット・ラボラトリー・スタッフ）
  - サウンド・プロデュース：高濱祐輔
  - 音楽：永野啓司、志知道彦
  - 効果音：堀江のぶお
- 営業部門：吉田穂積、村上和秀、八木進、小宮英武、小原重雄、結城光弘、石井聖子
- グラフィック
  - シナリオ・マップ&CG：島居貴史、さわじりたくみ、巌光生
  - キャラクター・デザイン：黒田妙子
- プログラム（酒田SASスタッフ）：今井敏彦、佐藤久志、日向圭一
- 原作：がんこうせい
- マニュアル&パッケージ・デザイン：大沼隆一、武田洋子
- タイトル・ロゴタイプ・デザイン：田中良太

## 評価
ゲーム誌『ファミ通』の「クロスレビュー」では合計21点（満40点）、『ファミリーコンピュータMagazine』の読者投票による「ゲーム通信簿」での評価は以下の通り、18.0点（満30点）となっている。
| 項目 | キャラクタ | 音楽 | お買い得度 | 操作性 | 熱中度 | オリジナリティ | 総合 |
| 得点 | 3.2        | 3.0  | 3.2        | 3.0    | 3.0    | 2.6            | 18.0 |